# Илиади, Алексей Иванович
Алексей Иванович Илиади (3 февраля 1945) — советский футболист, полузащитник. Мастер спорта (1964).

## Карьера
Этнический грек. Воспитанник сухумского «Динамо», тренер Анастас Харлампович Триандафилиди. В чемпионате СССР играл за «Динамо» Тбилиси (1963—1967, 1968—1971) и «Торпедо» Кутаиси (1967). В 1972 году играл во второй лиге за «Металлург» Рустави.
В 1969 году стал бронзовым призёром чемпионата СССР. Финалист Кубок СССР 1970 года.